# Nuphar longifolia
Nuphar longifolia là một loài thực vật có hoa trong họ Nymphaeaceae. Loài này được (Michx.) Sm. miêu tả khoa học đầu tiên năm 1819.